# Сицилійський землетрус 1693
Землетрус 1693 року на Сицилії стався в південній частині Італії поблизу Сицилії, Калабрії та Мальти 11 січня близько 21:00 за місцевим часом.  Цьому землетрусу передував руйнівний передній поштовх 9 січня.  Основний землетрус мав оцінену магнітуду 7,4 за шкалою магнітуд, найпотужніший в історії Італії,  і максимальну інтенсивність XI ( Надзвичайний ) за шкалою інтенсивності Меркаллі, серйозно зруйнувавши принаймні 70 міст і містечок, зачепивши площу 5 600 квадратних кілометрів (2 200 миля2) і спричинивши загибель близько 60 000 людей. 
Землетрус супроводжувався цунамі, яке спустошило прибережні села на Іонічному морі та в Мессінській протоці .  Загинуло майже дві третини всього населення Катанії .  Епіцентр стихійного лиха, ймовірно, знаходився поблизу узбережжя, можливо, в морі, хоча точне місце розташування залишається невідомим. Масштаби та ступінь руйнувань, спричинених землетрусом, призвели до масштабної перебудови міст південно-східної Сицилії, зокрема Валь-ді-Ното, у однорідному стилі пізнього бароко, описаному як «кульмінація та остаточний розквіт мистецтва бароко в Європі». 
Відповідно до тогочасної розповіді про землетрус Вінцентія Бонайута, опублікованої у Philosophical Transactions of the Royal Society, «у цій країні неможливо було втриматися на ногах або в одному місці на танцюючій Землі; а ні, тит, що лежали вздовж на землі, їх кидало з боку в бік, немов на хвилі». 

## Тектонічна обстановка
Сицилія лежить на частині складної конвергентної границі, де Африканська плита субдукціюється під Євразійську. Ця зона субдукції відповідає за формування стратовулкану Етна та значну сейсмічну активність. Однак найбільш руйнівні землетруси відбуваються в Калабрійсько-Сицилійській рифтовій зоні. Ця зона розломів простягання тягнеться приблизно на 370 км, утворюючи три основні сегменти через Калабрію, вздовж східного узбережжя Сицилії та безпосередньо біля берега, і, нарешті, утворюючи південно-східний край Гіблейських гір . Розломи в Калабрійському сегменті були причиною серіїкалабрійських землетрусів 1783 року . 
У південній частині східного узбережжя Сицилії дослідження виявили серію активних розломів, що опускаються на схід. Більшість із них розташовані на березі моря, а деякі контрольні басейни містять велику товщу відкладень четвертинного періоду. Два найбільші розломи, відомі як західний і східний головні розломи, межують з напівграбенами із заповненням до 700 м та 800 м відповідно. На суші було виявлено два розломи: рання фаза простягається на північно-західний південний захід, а пізніша фаза простягається на південний захід-південь, що чітко компенсує першу групу, включаючи розлом Авола та систему розломів Розоліні-Іспіка. 

## Характеристики землетрусів

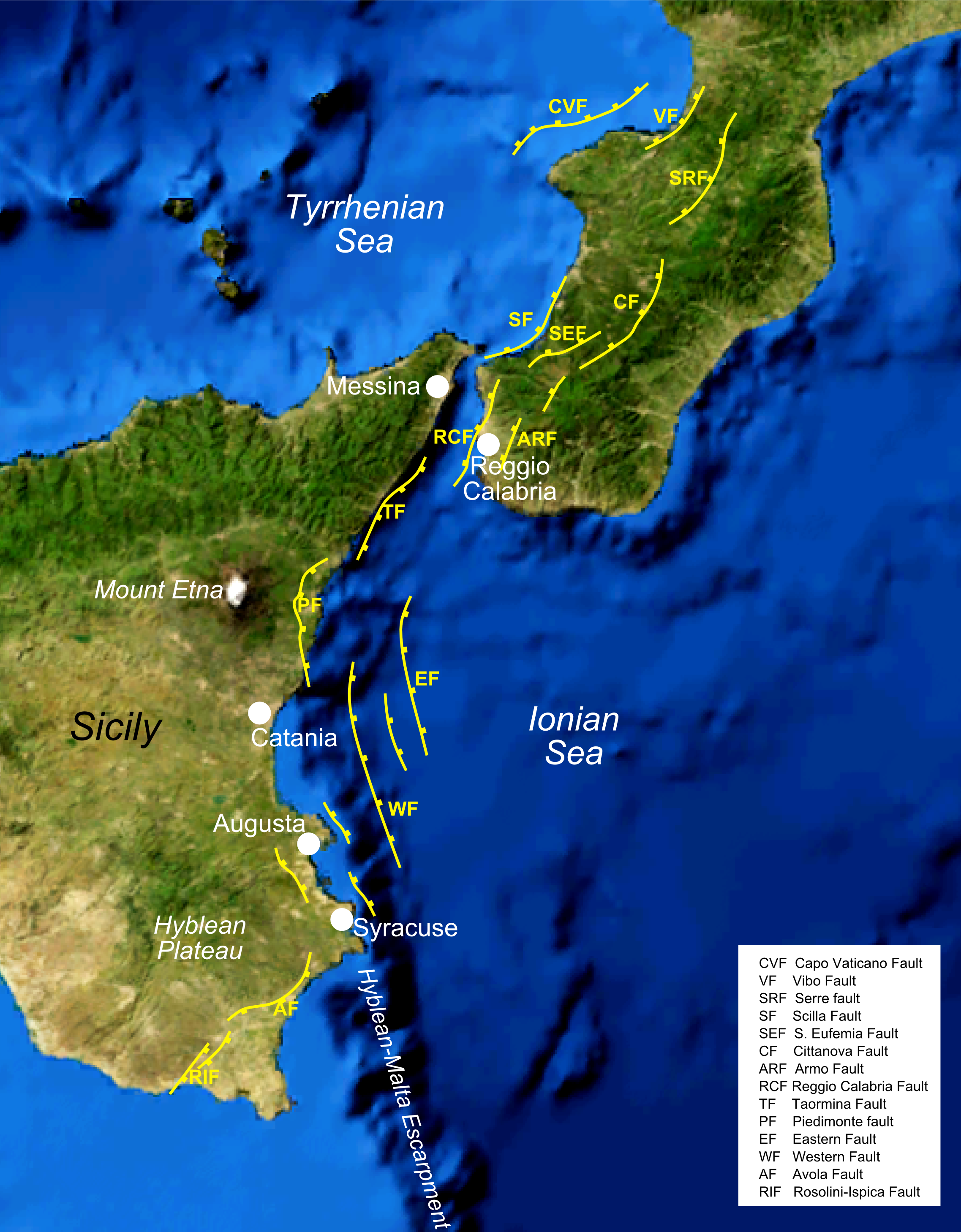
Основні розломи Калабрійсько-Сицилійської рифтової зони

### Форшок 9 січня
Руйнівний землетрус стався за два дні до головного поштовху о 21:00 за місцевим часом, центр якого був у Валь-ді-Ното. Він мав магнітуду 6,2 і максимальну сприйняту інтенсивність VIII–XI за шкалою інтенсивності Меркаллі. Інтенсивність VIII або вище була оцінена для Августи, Авола Векк'я, Флоридії, Меліллі, Ното Антика, Катанії, Франкофонте, Лентіні, Шиклі, Сортіно та Віцціні .  Августа лежить значно поза основною зоною сильного струсу; її значні пошкодження, ймовірно, пов'язані з її забудовою на неконсолідованих відкладах. 
З огляду на форму та розташування області найбільшого пошкодження, вважають, що землетрус був спричинений рухом на розломі Авола. 

### Основний поштовх 11 січня
Згідно з сучасними даними, землетрус тривав чотири хвилини.  Розрахункова величина 7,4 береться з масштабу та ступеня зареєстрованих пошкоджень, з дуже великою площею, яка досягла X ( Екстремальний ) або більше за шкалою Меркаллі. Максимальний поштовх досяг XI в містах Бушемі, Флоридія, Меліллі, Оккіола і Сортіно . 
Джерело землетрусу 11 січня дискутується. Деякі каталоги вказують на береговий епіцентр без будь-якого прямого зв’язку з відомою структурою, тоді як інші припускають, що джерело було на березі моря через пов’язане з ним цунамі, включаючи або розрив вздовж звичайного розлому, частину Калабрійсько-Сицилійської рифтової зони,  або розрив вздовж зони субдукції під Іонічним морем.  Аналіз розподілу ннапливів цунамі вздовж узбережжя свідчить про те, що найімовірнішим джерелом є підводний зсув, викликаний землетрусом, і в цьому випадку цунамі не обмежує епіцентр.  Походження зсувів підтверджується спостереженнями за можливими зсувними тілами вздовж схилу Гіблеан-Мальта. 
Історичні документи в Archivo General de Simancas згадують про десятки підземних поштовхів, деякі відбулися аж у серпні 1694 року, а деякі, як повідомляється, були такими ж сильними, як перший землетрус 11 січня 1693 року  Підземні поштовхи тривали принаймні до 1696 року, їхні наслідки були зосереджені в містах уздовж узбережжя, маючи епіцентр або поблизу узбережжя, або в морі. 

## Цунамі
Цунамі, викликане землетрусом, торкнулося більшої частини узбережжя Іонічного моря Сицилії, приблизно 230 км. Перше, що було відмічено в усіх постраждалих населених пунктах, це відхід моря. Найсильніші наслідки були зосереджені навколо Августи, де початковий вихід залишив гавань сухим, а потім хвиля щонайменше 2,4 метра у висоту, можливо, і до 8 метрів, які й затопили частину міста. Максимальне затоплення близько 1,5 км зафіксовано в Маскалі. 
Відкладення цунамі, пов’язані з цунамі 1693 року, були знайдені як на суші, так і в морі. В Огніні, на південь від Сиракуз, у верхній частині рії, було знайдено послідовність, що містить кілька грубоуламкових шарів, що не відповідає її лагунній обстановці. Самий верхній грубозернистий шар, який має сильно ерозійну основу, складається з грубозернистого піску з уламками розміром до гранул. Цей шар датують 17-18 століттями на основі черепків кераміки та однієї добре збереженої глиняної люльки, що відповідає цунамі 1693 року.  У морі від Огасти послідовність, ідентифікована за допомогою даних гідролокатора з лінійною частотною модуляцією, була відібрана за допомогою 6,7 м керну в 72 м води. Після детального аналізу як розміру зерен, так і угруповань форамініфер було знайдено одинадцять можливих подій високої енергії на основі присутності великої кількості мілководних отворів у поєднанні з більшою часткою дрібного піску в тому ж інтервалі. Дві найвищі події добре корелюють із цунамі від землетрусу в Мессіні 1908 року та землетрусу 1693 року.

## Пошкодження

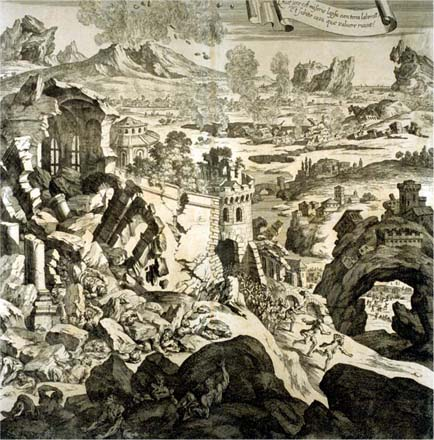
Зображення землетрусу на гравюрі 1696 року, на якій, можливо, зображена Катанія

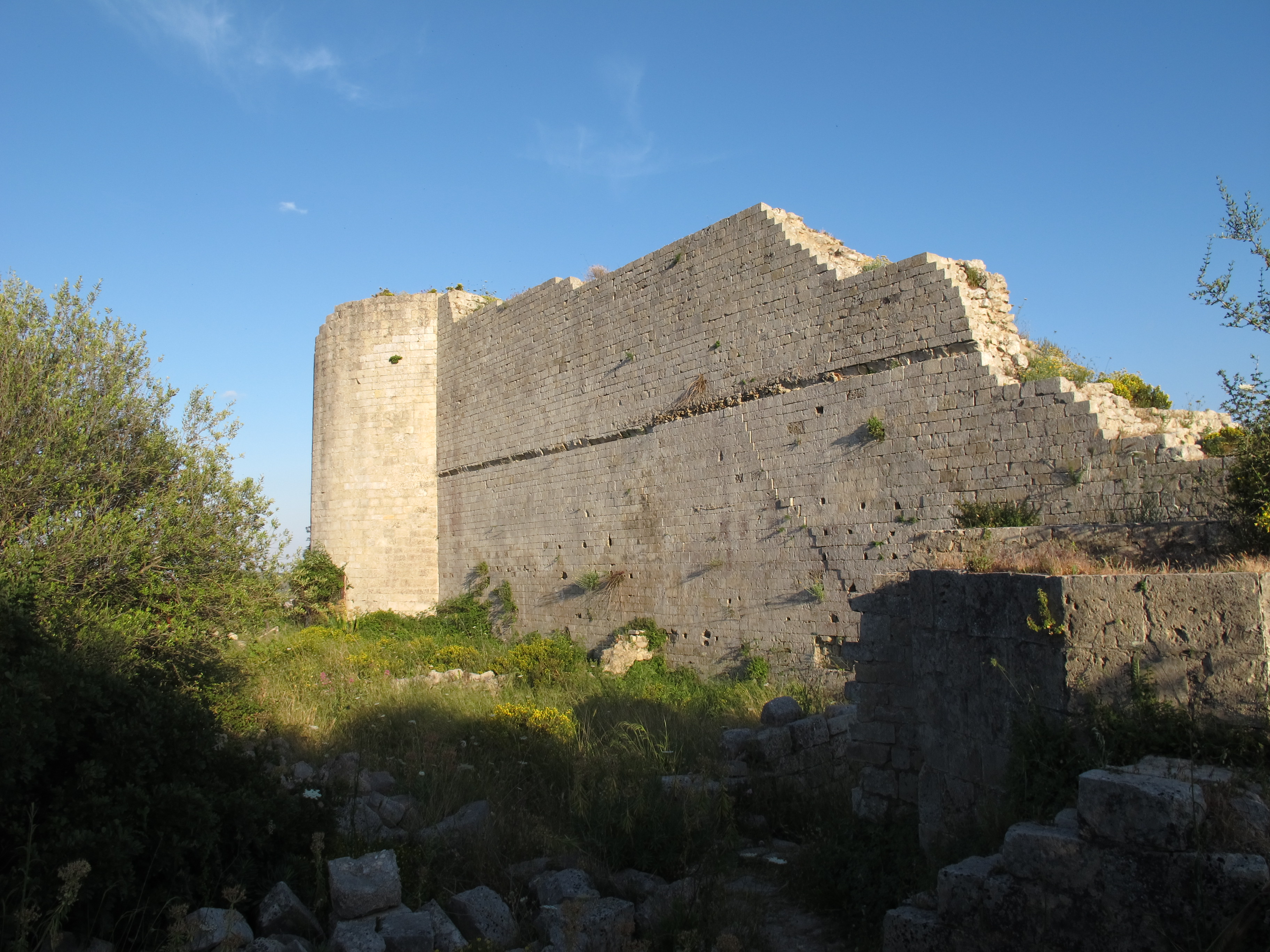
Руїни норманського замку в Ното Антика

## Наслідки

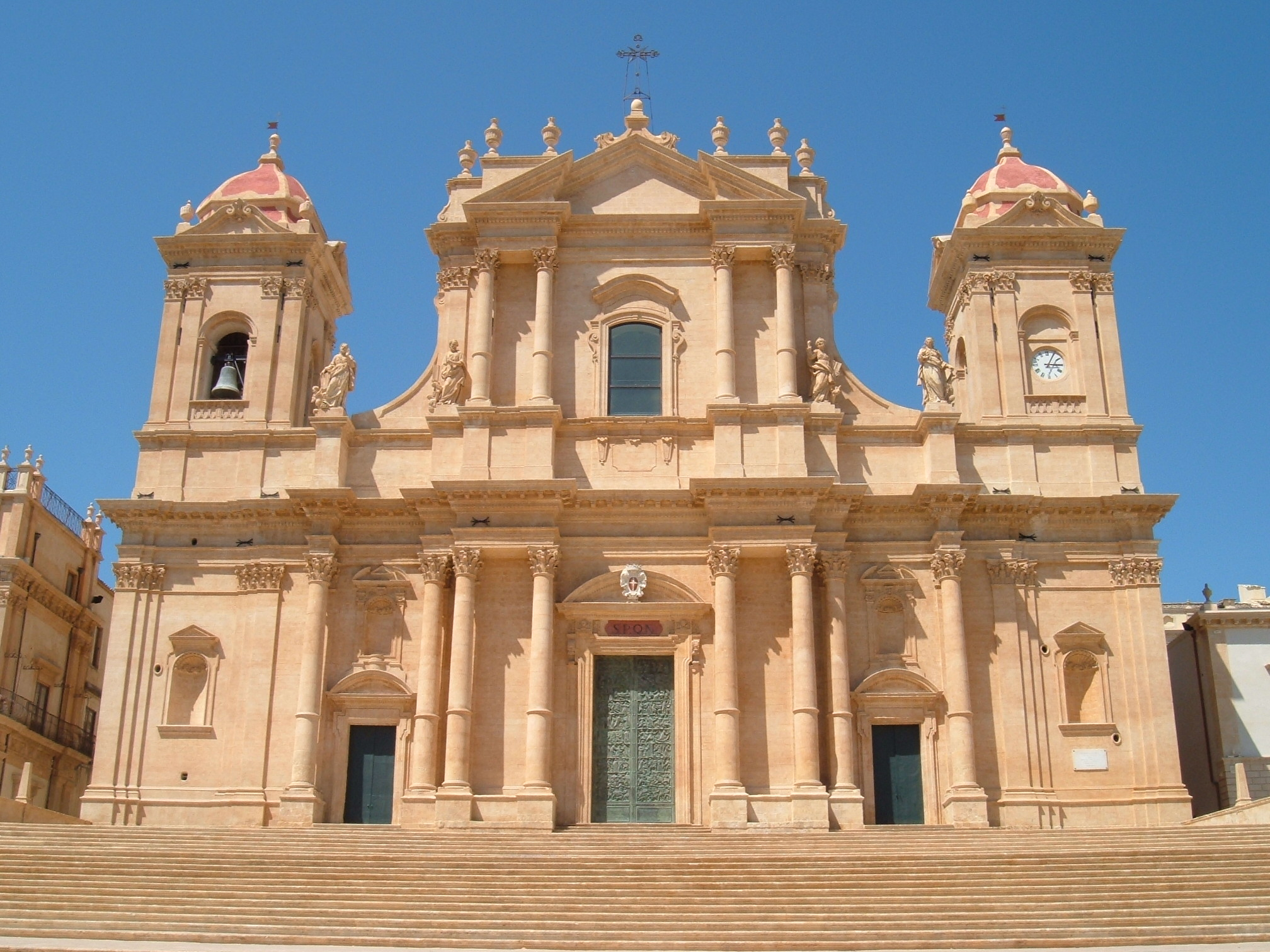
Собор Ното, одна з багатьох будівель, побудованих у стилі сицилійського бароко після землетрусу